# آزمون‌های عاطفی
در ارزیابی حسی، "آزمون های افکتیو" (به انگلیسی: Affective Tests) به ارزیابی ترجیحات و یا پذیرش/عدم پذیرش یک محصول توسط طیف وسیعی از مصرف کنندگان محصول می پردازند. بنابراین، این دسته از آزمون ها تحت تاثیر سلایق و احساسات مصرف کنندگان هستند. برخلاف آزمون های تحلیلی، در آزمون های افکتیو شرکت کنندگان درباره محصول به صورت کلی نظر می دهند. گرچه گاهی اوقات ممکن است که توجه آن ها به ویژگی خاصی از محصول جلب شود (به خصوص اگر بد، ناخواسته یا نامطلوب باشد)، واکنش های آن ها به محصول مبتنی بر یک الگوی یکپارچه تحریک حسی از محصول است و به صورت دوست داشتن یا دوست نداشتن بیان می شود.
در آزمون های افکتیو شرکت‌کنندگان باید با دقت و از بین کسانی انتخاب شوند که به طور مکرر از محصول موردنظر استفاده می کنند. چون به احتمال زیاد آن ها بازار هدف محصول هستند و با محصولات مشابه آشنایی دارند. به علاوه، آن ها دارای انتظارات معقول و یک چارچوب مرجع هستند که می توانند درباره آن ها نسبت به محصولات مشابهی که امتحان کرده‌اند، نظر بدهند.